# Disziplinarstrafe

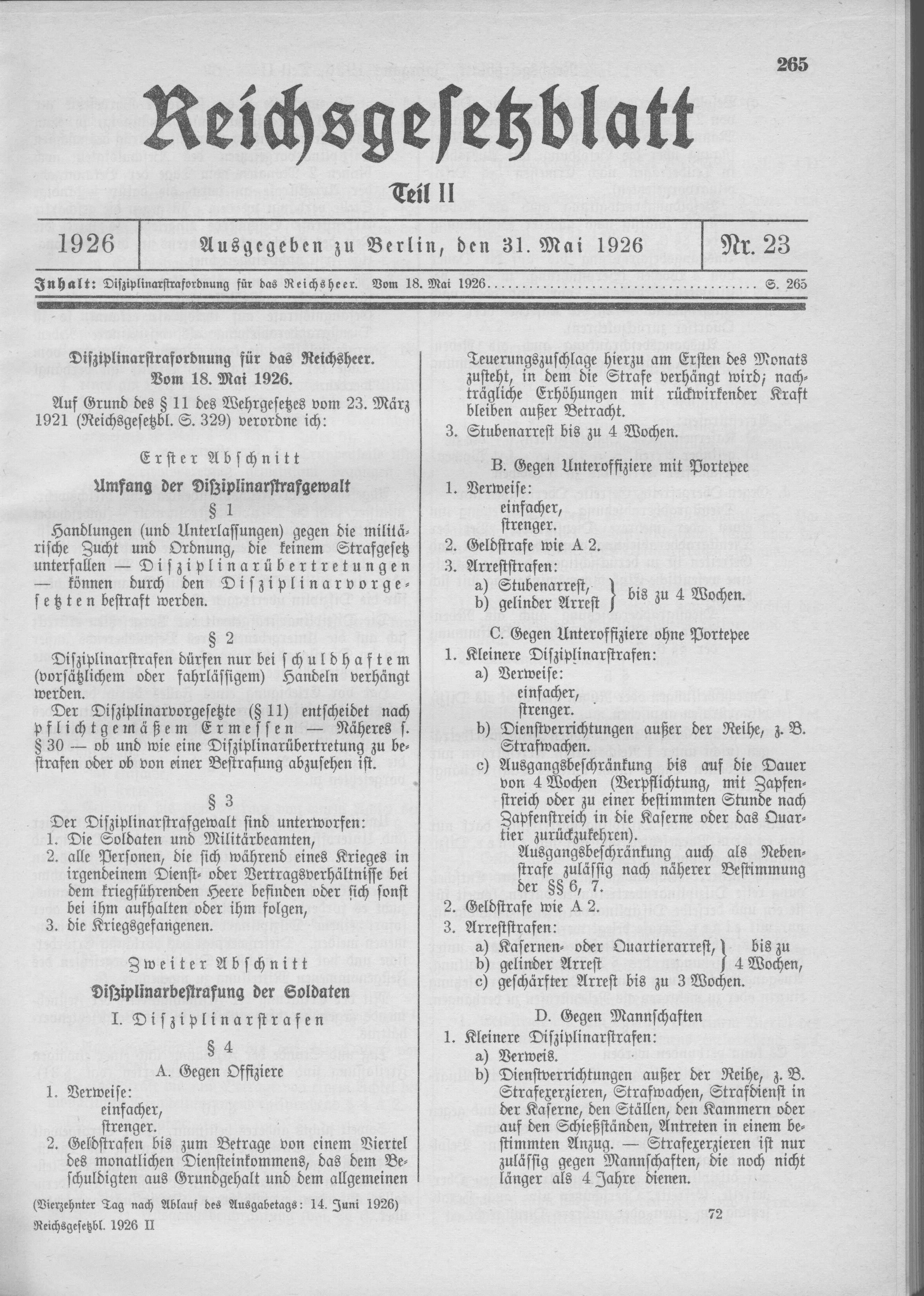
Disziplinarstrafordnung für das Reichsheer (Deutschland, 1926)

Eine Disziplinarstrafe ist eine Strafe, die bei einem Verstoß gegen Verhaltensnormen droht.

## Abgrenzungen
Ein Verstoß gegen Rechtsnormen wird im Strafrecht Strafe genannt. Das Zivilrecht sieht keine Strafen, sondern Rechtsfolgen wie Wandelung, Umtausch, Minderung, Schadensersatz, Rücktritt oder Nichtigkeit vor. Im Beamtenrecht gibt es das Disziplinarrecht, im Soldatenrecht kennt man die in der Wehrdisziplinarordnung vorgeschriebenen Disziplinarmaßnahmen gegen Soldaten. Außerdem gibt es Disziplinarmaßnahmen im Strafvollzugsrecht und in der Kirche (Kirchenstrafen). Es verbleiben mithin für die Disziplinarstrafe nur wenige Fachgebiete, etwa im Bereich des Sports und der Kindererziehung.

## Allgemeines
Disziplinarstrafen sind Eduard von Schaper zufolge 1880 „alle zur Aufrechterhaltung der Zucht und Ordnung dienenden Strafen, welche nicht in das Gebiet des eigentlichen Strafrechts, einschließlich der Übertretung von Polizeiverordnungen, fallen“. Franz von Liszt bestritt 1894 nicht, dass „die Disziplinarstrafe vielfach Funktionen der öffentlichen Strafe erfüllt“. Sie besitzt jedoch nicht die Allgemeinwirkung des öffentlichen Strafrechts, sondern ist auf eine Organisation (Unternehmen, Vereine) beschränkt.
Im Juli 1967 entfielen im staatlichen deutschen Disziplinarrecht die absoluten Zwecke der Vergeltung und Sühne, was auch durch den Wegfall der Bezeichnung „Disziplinarstrafe“ und deren Ersatz durch den neutralen Begriff „Disziplinarmaßnahme“ im Gesetz zur Neuordnung des Bundesdisziplinarrechts zum Ausdruck kam. In der DDR sah das Arbeitsgesetzbuch (AGB) vom Juni 1977 weiterhin eine Disziplinarstrafe vor, die gemäß § 254 Abs. 1 AGB verhängt werden konnte, wenn jemand seine „Arbeitspflichten schuldhaft verletzt“ hatte. Dann drohten als Disziplinarstrafen der Verweis, strenge Verweis und die fristlose Entlassung. Die Disziplinarbefugnis oblag nach § 254 Abs. 2 und 3 AGB dem Betriebsleiter, der dem Werktätigen innerhalb von 5 Monaten die zur Last gelegte Verletzung mitzuteilen und ein Disziplinarverfahren (§§ 255–257 AGB) einzuleiten hatte.

## Sport
Es ist rechtlich anerkannt, dass Sportvereine bei Verstößen gegen die Vereinssatzung Strafen gegen ihre Mitglieder verhängen dürfen. Das Reichsgericht (RG) sah als Grundlage die Autonomie des Vereins an, sich selbst Regeln zu geben und auf ihre Einhaltung zu achten. Der Bundesgerichtshof (BGH) übernahm diese Rechtsprechung und sprach den Sportvereinen eine selbständige Vereinsgewalt zu, die der Staat gelten lasse. Vereinsstrafen sind ein Mittel zur Aufrechterhaltung der durch die Satzung geschaffenen Vereinsordnung. Strafen, die eine Vereinssatzung zur Sicherung mitgliedschaftlicher Pflichten vorsieht, sind Vereinsstrafen und können vom ordentlichen Gericht nur in der Richtung nachgeprüft werden, ob der Strafbeschluss in der Satzung eine Stütze findet, das vorgeschriebene Verfahren beachtet ist, die Strafvorschrift rechts- oder sittenwidrig ist und ob die Bestrafung etwa offenbar unbillig ist. Vereinsstrafen reichen von Missbilligung über den Ausschluss von Mitgliedschaftsrechten oder Veranstaltungen bis hin zur Geldstrafe und dem Ausschluss aus dem Verein.
Berufssportler (etwa Fußballprofis) sind aus Gründen der Gemeinnützigkeit nicht Mitglieder ihres Vereins, sondern unterwerfen sich über einen Lizenzvertrag den Verbandsregelungen des Deutschen Fußball-Bundes. Während des Spiels (Fußball, Handball, Volleyball) können durch den Schiedsrichter bei Verstößen gegen die Spielregeln Strafen verhängt werden wie Freistoß/Freiwurf, Strafstoß/Strafwurf, Gelbe Karte, Rote Karte. Beim Eishockey gibt es Zeitausschlüsse (Kleine Strafe: 2 Minuten, Große Strafe: 5 Minuten, Disziplinarstrafe: 10 Minuten, Spieldauer-Disziplinarstrafe: für den Rest des Spiels und Schwere Disziplinarstrafe: Ausschluss vom Spiel und Sperre).

## Erziehung
Eine Strafe ist ein vom Erzieher einsetzbares Erziehungsmittel, wenn beispielsweise gegen vorhandene Normen verstoßen wird, denn sie soll den Raum schaffen für eine geordnete Erziehung. Allerdings gibt es in der Fachliteratur auch Gegenmeinungen: „Die Strafe ist erzieherisch bedenklich und ein ungeeignetes Erziehungsmittel, weil sie das unerwünschte Verhalten nur unterdrückt, aber nicht auf Dauer auslöscht, weil durch sie kein erwünschtes Verhalten gelernt wird und weil viele unerwünschte Nebenwirkungen zu befürchten sind“. Im Rahmen der Erziehung muss eine Disziplinarstrafe mit ihren Konsequenzen klar und unmissverständlich angekündigt werden, damit ein Kind weiß, was es bei einem Regelverstoß erwartet. Dabei ist ein erzieherischer Effekt nur erzielbar, wenn die Ankündigung und das spätere Strafverhalten übereinstimmen. Typische Disziplinarstrafen sind Stubenarrest, Kürzung oder Streichung von Taschengeld, in der Schule Tadel, Verweis, Strafarbeit, Mehrarbeit oder Nachsitzen. Die Körperstrafe ist in Deutschland in der Kindererziehung seit Juli 2000 aufgrund des Gesetzes zur Ächtung von Gewalt in der Erziehung nach § 1631 Abs. 2 BGB verboten (gewaltfreie Erziehung).

## International
Im schweizerischen Militärstrafrecht können Disziplinarstrafen – je nach Verfahrensgang – von dem Kommandanten, Auditor oder Militärgericht – also auch von Organen der Militärjustiz – ausgesprochen werden. Es handelt sich dabei nicht um Kriminalstrafen, sondern um bloße Disziplinarmaßnahmen. Dieser Umstand zeigt sich namentlich darin, dass Disziplinarstrafen nicht ins Strafregister eingetragen werden.
Die Disziplinarstrafen sind in Art. 186 ff. MStG abschließend aufgezählt:
- Verweis
- Ausgangssperre
- Disziplinarbuße
- Arrest

Die gleichzeitige Verhängung verschiedener Arten von Disziplinarstrafen ist ausgeschlossen (Art. 194 Abs. 2 MStG).
In Österreich können Disziplinarstrafen bei Verstößen bestimmter Berufsgruppen (Beamte, Rechtsanwälte, Ärzte) gegen ihre Berufsordnungen verhängt werden.